# 文艺理论与批评
《文艺理论与批评》，双月刊，“文化部主管、中国艺术研究院主办的国家级文艺理论类重要核心刊物”，“办刊理念是为老百姓说话，对一切落后的、腐朽的、倒退的文化保持着批判和警惕。” 1986年9月创刊，历任主编：陈涌、程代熙、涂武生、李正忠。是中文核心期刊要目总览、中文社会科学引文索引收录期刊。

## 评论
- 教文仲：“革命话语与启蒙话语的碰撞是《文艺理论与批评》的重要特征。”这一碰撞“来自它与当时著名思想家李泽厚、文艺理论家刘再复、文学史家陈思和等启蒙者的矛盾冲突。”[3]